# Cantón de Carnières
El cantón de Carnières era una división administrativa francesa, que estaba situada en el departamento de Norte y la región de Norte-Paso de Calais.

## Composición
El cantón estaba formado por quince comunas:
- Avesnes-les-Aubert
- Beauvois-en-Cambrésis
- Béthencourt
- Bévillers
- Boussières-en-Cambrésis
- Carnières
- Cattenières
- Estourmel
- Fontaine-au-Pire
- Quiévy
- Rieux-en-Cambrésis
- Saint-Aubert
- Saint-Hilaire-lez-Cambrai
- Villers-en-Cauchies
- Wambaix

## Supresión del cantón de Carnières
En aplicación del Decreto nº 2014-167 de 17 de febrero de 2014, el cantón de Carnières fue suprimido el 22 de marzo de 2015 y sus 15 comunas pasaron a formar parte; doce del nuevo cantón de Caudry y tres del nuevo cantón de Le Cateau-Cambrésis.